# Петър Петров (генерал-майор, р. 1883)
Петър Стоянов Петров е български офицер, генерал-майор, участник в Балканската (1912 – 1913) и Междусъюзническата война (1913), командир на рота от 11-а пионерна дружина през Първата световна война (1915 – 1918).

## Биография
Петър Петров е роден на 29 май 1883 г. в Габрово, Княжество България. През 1905 г. завършва Военното на Негово Княжеско Височество училище и на 2 август е произведен в чин подпоручик. На 15 октомври 1908 г. е произведен в чин поручик. Взема участие в Балканската (1912 – 1913) и Междусъюзническата война (1913), като на 15 октомври 1912 г. е произведен в чин капитан.
През Първата световна война (1915 – 1918) капитан Петър Петров е командир на рота от 11-а пионерна дружина, за която служба съгласно заповед № 679 от 1917 г. по Дейставащата армия е награден с Народен орден „За военна заслуга“, V степен на военна лента с корона. На 30 май 1917 г. е произведен в чин майор.
На 5 април 1920 г. е произведен в чин подполковник. Служи в 1-ва пионерна дружина и като началник на инженерната част на Планинската дивизия. На 6 май 1926 г. е произведен в чин полковник и от следващата година служи в 1-ва инженерна дружина в 1-ва военноинспекционна област. През 1929 г. със заповед № 65 от Министерството на войната е назначен за началник на инженерния отдел на 4-та военноинспекционна област. През 1933 г. съгласно заповед № 90 от Министерството на войната поема командването на 4-та пехотна преславска дивизия, на 1 май 1934 г. е произведен в чин генерал-майор и на 19 май 1934 г. е назначен за инспектор на инженерните войски, на която длъжност е до 17 февруари 1938, когато с Царска заповед № 10 е уволнен от служба.
Генерал-майор Петър Петров умира през 1942 година.

## Семейство
Генерал-майор Петър Петров е женен и има 2 деца.

## Военни звания
- Подпоручик (2 август 1905)
- Поручик (15 октомври 1908)
- Капитан (15 октомври 1912)
- Майор (30 май 1917)
- Подполковник (5 април 1920)
- Полковник (6 май 1926)
- Генерал-майор (1 май 1934)

## Награди
- Народен орден „За военна заслуга“, V степен на военна лента с корона (1917)

## Образование
- Военно на Негово Княжеско Височество училище (до 1905)